# Winthemia sororcula
Winthemia sororcula är en tvåvingeart som först beskrevs av Wulp 1890.  Winthemia sororcula ingår i släktet Winthemia och familjen parasitflugor. Inga underarter finns listade i Catalogue of Life.